# Can We Still Be Friends
"Can We Still Be Friends" is een nummer van de Amerikaanse artiest Todd Rundgren. Het nummer verscheen op zijn album Hermit of Mink Hollow uit 1978. In mei van dat jaar werd het uitgebracht als de eerste single van het album. In 1979 nam Robert Palmer een cover op voor zijn album Secrets. Op 16 november van dat jaar werd het uitgebracht als de derde en laatste single van het album.

## Achtergrond
"Can We Still Be Friends" is geschreven en geproduceerd door Rundgren. Het gaat over een relatie waarbij de man en de vrouw er alles hebben gedaan om deze te laten werken, maar uiteindelijk passen de twee niet bij elkaar. Desondanks vraagt de man of de twee vrienden kunnen blijven. Algemeen wordt aangenomen dat het nummer gaat over de relatiebreuk tussen Rundgren en Bebe Buell in 1977. Het was de enige single van het album die een hit werd: in de Amerikaanse Billboard Hot 100 kwam het tot plaats 29, terwijl het in Australië de achtste plaats behaalde. In 1994 werd het nummer prominent gebruikt in de film Dumb and Dumber, waarvoor Rundgren de muziek schreef. Ook kwam het voor in de film Vanilla Sky en in de televisieserie Nip/Tuck.
In 1979 nam Robert Palmer een cover op van "Can We Still Be Friends", die hij uitbracht als de derde single van zijn album Secrets. Deze versie werd eveneens een hit. In de Billboard Hot 100 kwam het tot plaats 52, terwijl het in de Nederlandse Top 40 op plaats 32 piekte. Andere covers van het nummer zijn afkomstig van onder meer Colin Blunstone, Charly García met Nito Mestre, Toni Gonzaga, Marc Jordan, Kate Markowitz, Mandy Moore, Vonda Shepard en Rod Stewart.

## Hitnoteringen
Alle noteringen zijn behaald door de versie van Robert Palmer.

### Nederlandse Top 40
| Hitnotering: 22-12-1979 t/m 19-01-1980 | Hitnotering: 22-12-1979 t/m 19-01-1980 | Hitnotering: 22-12-1979 t/m 19-01-1980 | Hitnotering: 22-12-1979 t/m 19-01-1980 | Hitnotering: 22-12-1979 t/m 19-01-1980 | Hitnotering: 22-12-1979 t/m 19-01-1980 |
| Week                                   | 1                                      | 2                                      | 3                                      | 4                                      |                                        |
| -------------------------------------- | -------------------------------------- | -------------------------------------- | -------------------------------------- | -------------------------------------- | -------------------------------------- |
| Positie                                | 35                                     | 32                                     | 32                                     | 40                                     | uit                                    |

### NPO Radio 2 Top 2000
| Nummer met noteringen in de NPO Radio 2 Top 2000 | '03  | '04  | '05  | '06  | '07  | '08  | '09  | '10  | '11  | '12 | '13  |
| ------------------------------------------------ | ---- | ---- | ---- | ---- | ---- | ---- | ---- | ---- | ---- | --- | ---- |
| Can We Still Be Friends                          | 1312 | 1431 | 1653 | 1992 | 1874 | 1754 | 1818 | 1804 | 1795 | -   | 1870 |

1. ↑  Een '-' betekent dat het nummer niet was genoteerd en een vetgedrukt getal geeft de hoogste notering aan.
2. ↑  2003 was het eerste jaar met een notering voor dit nummer.
3. ↑  Deze tabel is bijgewerkt tot en met de laatste editie (2024).